# Giovanna Pedroso
Giovanna Gomes Almeida Pedroso (Rio de Janeiro, 15 agosto 1998) è una tuffatrice brasiliana.

## Biografia
Ai Giochi panamericani di Toronto 2015 si è aggiudicata, insieme a Ingrid de Oliveira, la medaglia di bronzo nel sincro 10 metri.
All'età di diciassette anni ha rappresentato il Brasile ai Giochi olimpici estivi di Rio de Janeiro 2016 gareggiando nel concorso dei tuffi dalla piattaforma 10 metri sincro con la connazionale Ingrid de Oliveira, piazzandosi all'ottavo posto. 
Le due atlete sono state al centro di un caso di cronaca a causa di un acceso litigio tra di loro iniziato la notte precedente la finale olimpica: la de Oliveira ha allontanato la Pedroso dalla comune stanza da letto loro assegnata dalla federazione nel Villaggio olimpico per potersi appartare con il canoista Pedro Gonçalves. La Pedroso, che non ha gradito per nulla l'allontanamento, ha denunciato il fatto allo staff tecnico brasiliano, che nei giorni seguenti ha espulso la de Oliveira dal Villaggio. La notizia è stata ripresa dalla stampa, mentre la Oliveira si è difesa affermando che i fatti non sono avvenuti la notte prima della gara, ma in una delle sere precedenti.
Ai Giochi mondiali militari di Wuhan 2019 ha vinto l'argento nella gara a squadre con Tammy Galera, Luana Lira e Juliana Veloso ed il bronzo nel sincro 10 metri con Tammy Galera.
Ai Giochi panamericani di Santiago del Cile 2023 ha ottenuto, di nuovo insieme a Ingrid de Oliveira, la medaglia di bronzo nel sincro 10 metri.

## Palmarès
- Giochi panamericani

Toronto 2015: argento nel sincro 10m.
Santiago del Cile 2023: bronzo nel sincro 10m.
- Giochi mondiali militari

Wuhan 2019: argento nella gara a squadre; bronzo nel sincro 10 m;